# Rondel (báseň)
Rondel (z franc. rond, ronde, česky kruhový, okrouhlý nebo kruh) je původem francouzská středověká lyrická forma, ustálená na přelomu pozdní gotiky a renesance. Jde o báseň o dvou rýmech, členěnou do tří slok. První dva verše první sloky se opakují jako refrén na konci sloky druhé a třetí. Někdy se na konci třetí sloky opakuje pouze verš první. Báseň má nejčastěji 13 nebo 14 veršů.
Zárodek rondelu vznikl ve 13. století a měl toto schéma: a1b1 aa1 ab a1b1 (index 1 značí opakující se verše). Vyskytoval se rovněž tzv. rondel doublé, který měl schéma a1b1b1a1 abb1a1 abba a1b1b1a1. K ustálení rondelu jako básnické formy přispěl zásadní měrou Karel Orleánský (Charles d'Orléans, 1394–1465). Za svůj život napsal přes 400 rondelů výlučně tohoto veršového schématu: a1b1ba aba1b1 abbaa1. To se také obvykle uvádí jako kanonická podoba rondelu, včetně možnosti opakovat na konci třetí sloky jako refrén i oba první verše, tj. a1b1ba aba1b1 abbaa1(b1).
Rondel patří mezi nejnáročnější ustálené lyrické formy. V 19. století se jej opět začalo více užívat a dodnes zůstává v oblibě. Básníci však často různě obměňují uvedené klasické veršové schéma (viz níže).
Do české poezie tuto formu uvedl Jaroslav Vrchlický. Napsal celkem 13 rondelů, všechny jsou částí sbírky Dojmy a rozmary (1880). Jedenáct z nich má klasické veršové schéma a1b1ba aba1b1 abbaa1b1, dva pak zkrácené a1b1ba aba1 abbaa1. Klasického schématu užil rovněž Vítězslav Nezval pro své dva rondely ve sbírce 70 básní z podsvětí na rozloučenou se stínem věčného studenta Roberta Davida (1938).
Varianty rondelu se vyskytují v poesii Jiřího Karáska ze Lvovic. V jeho první sbírce Zazděná okna (1894) je celkem šest rondelů v těchto podobách: a1b1ab aba1b1 baba1b1(čtyři), a1b1ab baa1b1 abaa1b1 (jeden) a a1b1ab aba1b1 abaab1 (jeden). V jeho poslední sbírce Poslední vinobraní (1946) se nalézá rondelový triptych o veršovém schématu a1b1ab aba1b1 abaa1b1.
Dva mistrovské cykly 13 rondelů, Mozart v Praze (1948) a Prsten třeboňské Madoně (1966), složil Jaroslav Seifert. Oba z nich napsal pozoruhodnými variantami orleánského rondelu, v prvním užil schématu a1b1ba aba1b1 ababa1, ve druhém a1b1ab abb1a1 babba1. Osobité rondely záměrně ztížené formy, kde se jako refrén opakuje na konci druhé a třetí sloky pouze druhý verš sloky první, psal Jan Křesadlo. Jde o 10 rondelů ze sbírky
Sedmihlásek (1988). Šest z nich má schéma ab1ab baab1 abbaab1, ostatní čtyři toto schéma různě obměňují. Oldřich Vyhlídal napsal celou sbirku rondelů Cirkus.